# PowerNow!

AMD PowerNow! Logo

PowerNow! nennt sich eine Stromspartechnik für Notebookprozessoren von AMD. Eine ähnliche Funktionsweise findet sich bei Intels SpeedStep und Centaurs LongHaul bzw. PowerSaver.
Die Funktionsweise ist relativ einfach: Kernspannung und Taktrate des Prozessors werden an die aktuelle Anforderung der Rechenleistung angepasst. Bei niedriger CPU-Auslastung wird also die Taktrate abgesenkt und die Spannung verringert. Dadurch reduziert sich der Stromverbrauch (und die Wärmeentwicklung). Sobald mehr Leistung benötigt wird, wird die CPU wieder höher getaktet. Diese Umschaltung erfolgt innerhalb von Sekundenbruchteilen und ist vom Benutzer nicht bemerkbar.
PowerNow! wirkt sich in dreierlei Weise aus:
- Eine Akkuladung hält länger den Betrieb eines Notebooks aufrecht. Je niedriger die Auslastung des Prozessors ist, desto stärker kann der Stromverbrauch gedrosselt werden.
- Der Prozessor und damit das gesamte Notebook ist kühler, weil weniger Abwärme verursacht wird. Der Geräuschpegel sinkt ebenfalls, weil der Lüfter nicht so häufig eingeschaltet wird.
- Dadurch, dass der Prozessor geringere Temperaturen erreicht, steigt die Lebensdauer, welche überproportional durch hohe Temperaturen verringert wird.

Zum Einsatz kommt PowerNow! in folgenden CPUs:
- K6-2+
- K6-2-P
- K6-III+
- K6-III-P
- Mobile Duron
- Mobile Athlon 4
- Athlon XP-M

In Athlon 64-basierten CPUs kommt die Weiterentwicklung Cool’n’Quiet zum Einsatz, die bei dortigen mobilen CPU allerdings auch PowerNow! genannt wird:
- Mobile Athlon 64
- AMD Turion 64
- Mobile Sempron

## Enhanced PowerNow!
Eine Weiterentwicklung der PowerNow! Technik ist Enhanced PowerNow!. Dabei werden einzelne Prozessoren nahezu komplett abgeschaltet. Die Technik wird in zukünftigen Modellen des AMD Opteron mit vier Prozessorkernen verwendet werden. Es lassen sich alle vier Prozessorkerne getrennt verwalten und bei Bedarf weitgehend abschalten. 
Enhanced PowerNow! hat eine weitere Reduzierung der Verlustleistung von weniger als 100 Watt für künftige CPUs zum Ziel.